# Piotr Haśko
Piotr Haśko (ur. 21 czerwca 1966 we Wrocławiu) – polski piłkarz występujący na pozycji obrońcy. Zdobywca brązowego medalu na 4. Mistrzostwach Europy U 18 w ZSRR w 1984.
W swojej karierze był zawodnikiem klubów: Pafawag Wrocław, Śląsk Wrocław i Moto Jelcz Oława.